# St. Laurentius (Havelberg)

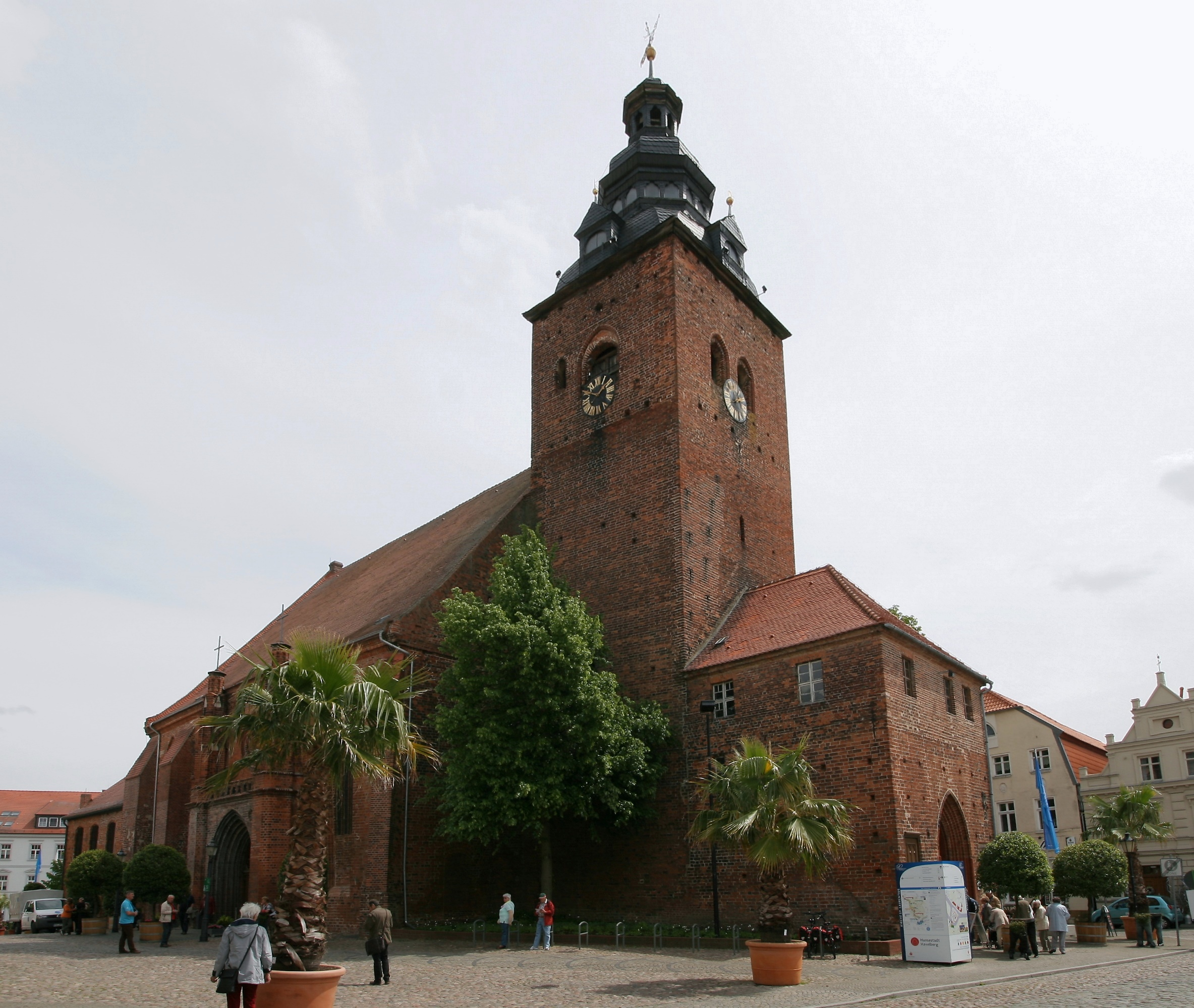
Ansicht von Nordwesten

Die evangelische Stadtkirche St. Laurentius in der Hansestadt Havelberg befindet sich im Südosten der Altstadtinsel, deren Silhouette sie mit ihrem 46 Meter hohen Turm dominiert. Trotz zahlreicher Umbauten und Wiederherstellungen zeigt sich das Gotteshaus als typisches Beispiel einer Hallenkirche im Stil der märkischen Backsteingotik.

## Geschichte
Nach der Wiedergründung des Bischofssitzes in Havelberg ab dem Jahr 1149 entwickelte sich auch die Ortschaft auf der Altstadtinsel von neuem. Im Schutz des Dombergs entstand die Stadtkirche in der ersten Hälfte des 15. Jahrhunderts neu, auf den Grundmauern eines Vorgängerbaus. Die erste schriftliche Erwähnung der bestehenden Stadtkirche stammt aus dem Jahr 1340 und bezieht sich auf zwei Altarstiftungen. Daher wird vermutet, dass zu dieser Zeit ein um 1300 begonnener Kirchenbau fertiggestellt war. 1346 wurde ein Johannisaltar gestiftet, der einen separaten Kapellenanbau nördlich der Kirche erhielt.
Die Reformation hielt 1541 in Havelberg Einzug, so dass sich die Anzahl der Altäre und Geistlichen stark verringerte. Als erster evangelischer Pfarrer ist Matthias Klugk überliefert.
Weitere Nachrichten zum Kirchenbau betreffen die Feststellung von Schäden an Dächern und Decken im Jahr 1613, die daraufhin beseitigt worden sind.
Den Dreißigjährigen Krieg und einen Stadtbrand von 1627 überstand das Gotteshaus, erlitt jedoch schwere Schäden. 1658 wurden die kupfergedeckte Haube des Kirchturms, alle fünf Glocken, die Orgel und die hölzernen Gewölbe bei einem Brand zerstört. Bei der bis 1660 erfolgten Wiederherstellung erhielt der Turm seinen bis heute bestehenden Abschluss.
Weitere Schäden an der Kirche verursachte in den Folgejahren der weiche Baugrund, so dass sich die Außenwände zu neigen begannen. 1704 wurde der Turmvorbau durch Blitzeinschlag zerstört. König Friedrich Wilhelm I. stellte eine Unterstützung von 700 Talern für den Abbruch des schadhaften Kirchenschiffs zur Verfügung, die wesentlich größeren Mittel für einen Neubau konnten durch Spenden allerdings nicht aufgebracht werden. Der Magistrat beschloss 1747 die kostensparende Reparatur des bestehenden Bauwerks. Ab 1750 wurden die Langhauspfeiler neu errichtet, die Mauerkronen erneuert, die äußeren Strebepfeiler verstärkt und ein verputztes hölzernes Tonnengewölbe als oberer Raumabschluss eingebaut. Zugleich wurden im Langhaus und im Chorraum Emporen errichtet. 1752 erlitt die Kirche noch vor Abschluss dieser Arbeiten erneute Schäden durch einen Blitzschlag.
Weitere Bauschäden, die in der Mitte des 19. Jahrhunderts festgestellt wurden, machten eine umfassende Reparatur notwendig. Im Jahr 1854 wurden unter Leitung des Baumeisters Carl Schüler das bis heute bestehende verputzte Holzgewölbe geschaffen, der Fußboden erneuert, Emporen, Gestühl und Türen ersetzt und die Orgel repariert. Die vorher am südlichen Mittelpfeiler des Langhauses angebrachte Kanzel erhielt einen neuen Standort. Nördlich des Langhauses wurde die mittelalterliche Johanniskapelle abgebrochen und an ihrer Stelle ein neugotisches Portal geschaffen.
Weitere Baumaßnahmen betrafen in den darauffolgenden Jahrzehnten den Einbau einer Heizungsanlage und eine geplante Umgestaltung des Innenraums nach Plänen des Architekten W. Blaue durch den Maler Robert Sandfort.
Die 1917 zu Rüstungszwecken ausgebauten Bronzeglocken wurden 1924 durch ein neues Geläut ersetzt, das im Zweiten Weltkrieg allerdings erneut abgegeben werden musste. Seit 1956 befinden sich im Turm zwei neu gegossene Stahlglocken aus Apolda sowie eine reparierte Bronzeglocke.
Eine Innenraumrenovierung fand 1970 statt, bei der das heutige Erscheinungsbild geschaffen wurde. Von 1985 bis 1991 erfolgten die Erneuerungen von Dachstuhl und Dachhaut.
Zwischen April und Oktober 2015 war die Laurentius-Kirche Ort für wechselnde Blumenausstellungen im Rahmen der Bundesgartenschau in der Havelregion.

## Architektur

### Kirchenschiff

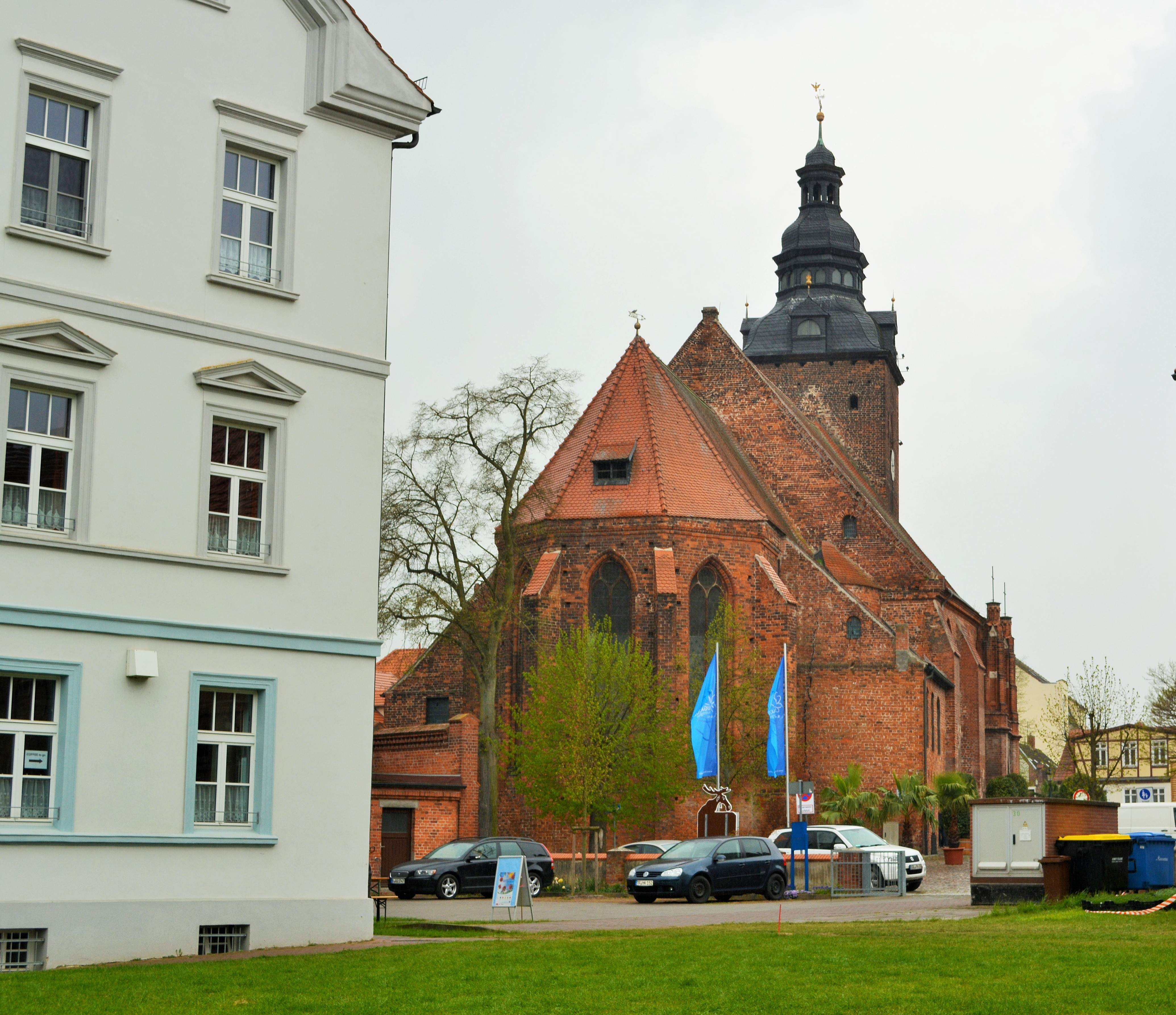
Ansicht von Osten

Die Stadtkirche St. Laurentius ist eine dreischiffige, vierjochige Hallenkirche mit einschiffigem Chor in der Breite des Hauptschiffs, dessen zwei Joche im Osten mit einem polygonalen 5/8-Schluss enden.
An den Ecken schräggestellte Strebepfeiler gliedern die Außenwände von Langhaus und Chor jochweise. Chor und Langhaus werden durch große zwei- bzw. dreigeteilte Spitzbogenfenster erhellt. Beide Baukörper sind mit steilen Satteldächern gedeckt. Der Westanbau verfügt über ein Walmdach und besitzt im Obergeschoss hochrechteckige Fenster mit symmetrischer Teilung und mittig angeordneten Kämpfern. Im Erdgeschoss führt ein profiliertes Spitzbogenportal in die Vorhalle, südlich davon sind ein 1459 geschaffenes Kreuzigungsrelief und oberhalb ein um 1380 geschaffenes Sühnekreuz aus Sandstein in die Wand eingelassen.
Weitere Portale befinden sich auf der Süd- und Nordseite des Langhauses, wobei das Südportal zugesetzt ist und der nordseitige neugotische Eingang den Platz der im 19. Jahrhundert abgebrochenen Johanniskapelle einnimmt. Südlich des Chors befindet sich die spätgotische Sakristei, die in späterer Zeit als Lager- und Heizraum diente. Der ihr entsprechende nördliche Anbau wurde im 17. Jahrhundert als Bahrenkammer hinzugefügt, wobei die Brautpforte als Außenzugang zum Chorraum verschlossen wurde. Dieses profilierte Backsteinportal im spätgotischen Stil ist am Ende des 20. Jahrhunderts wieder geöffnet worden.

### Turm
An das Schiff schließt sich der im Grundriss quadratische Westturm an, der mit einer schiefergedeckten geschwungenen Haube mit Laterne im Barockstil abschließt. Dem Turm, im Jahr 1660 vollendet, ist im Westen ein zweigeschossiger Anbau mit Vorhalle im Erdgeschoss und einer Türmerwohnung im Obergeschoss angefügt worden. Der Turm verfügt nur im Glockengeschoss über größere Öffnungen. Er enthält das Kirchengeläut aus drei Glocken.

## Ausstattung

### Innenraum

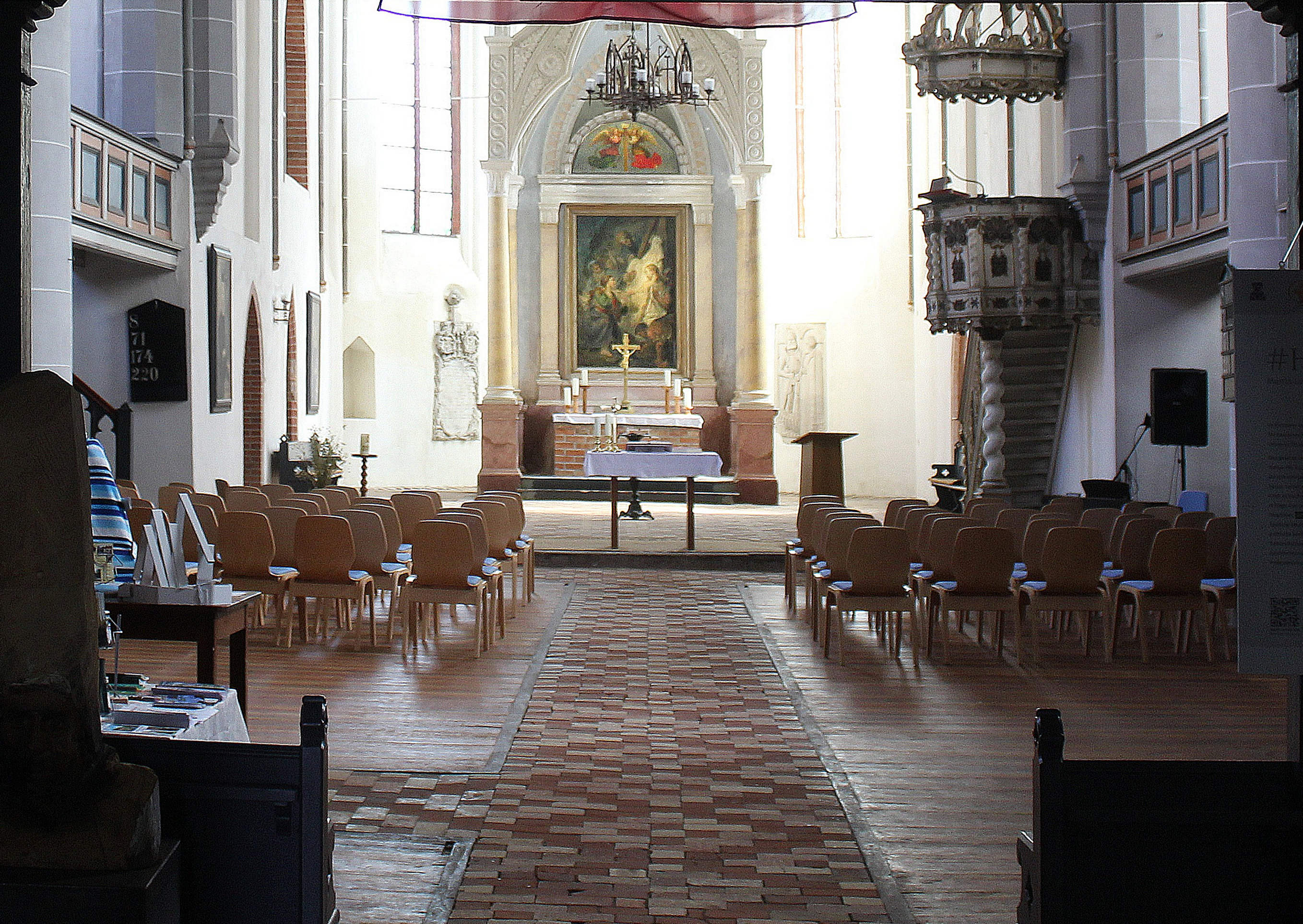
Innenansicht nach Osten

Der Chorraum erhielt im Zusammenhang mit den Reparaturarbeiten von 1613 eine Kassettendecke mit auf Holz gemalten Porträtdarstellungen von Heiligen, Aposteln und Kirchenvätern. Von diesen Tafeln sind einige erhalten und im nördlichen Choranbau ausgestellt.
Die Seitenschiffe ausfüllende Emporen, die sich dreiseitig um das Hauptschiff herumziehen und schlichte Brüstungen aufweisen, und die drei Pfeilerpaare des Langhauses bestimmen die Wirkung des Innenraums der Kirche. Die Langhauspfeiler, verbunden mittels Rundbögen, besitzen im Westen quadratische Querschnitte, während das östliche Pfeilerpaar rund ist. Den oberen Raumabschluss von Langhaus und Chor bilden hölzerne Gewölbe in gotischer Formensprache. Auf der Westempore ist die Orgel installiert.
Ein bronzenes Taufbecken komplettiert die Ausstattung des Chorbereiches. Es trägt die Jahreszahl 1723 und wurde in der Metallwerkstatt H. Rollet in Berlin gegossen.
Der einschiffige, um eine Stufe erhöhte Chorraum ist vom Langhaus durch einen auf gestuften Konsolen aufgelagerten Triumphbogen getrennt. Weitere zwei Stufen heben den Altarblock und den neugotischen Altarbaldachin über das Niveau des übrigen Chorbodens hinaus. Den Fußboden bildet ein Ziegelpflaster mit wechselnder Verlegung von roten und hellen Steinen. Der Innenraum ist einheitlich hell verputzt, wobei sich die Architekturgliederung davon durch einen grauen Anstrich mit aufgemalten hellen Fugen absetzt.

### Altar
Der aus Backsteinen gemauerte Altarblock verfügt vermutlich noch über seine originale Deckplatte. Das den Altar überfangende Ziborium aus Stuck in frühen neugotischen Formen entwarf der Berliner Architekt Ludwig Catel 1817. In die Rückwand des viersäuligen Baldachins sind in eine Architekturrahmung aus zwei Pilastern mit Gesims und zwei darüberliegenden rund- bzw. spitzbogigen Feldern drei Gemälde integriert: Das von Bernhard Rode Ende des 18. Jahrhunderts geschaffene Altarbild zeigt die Kreuzabnahme, während die darüber angeordneten Darstellungen eines Engels mit Kreuz und der Heilig-Geist-Taube von Karl Wilhelm Kolbe und Wilhelm Herbig stammen.

### Kanzel
Die hölzerne Kanzel wurde 1691 von J. Springinsguth geschaffen und 1702 von P. Lütcke und C. L. Schlichting mit einer Bemalung versehen. Der achteckige Kanzelkorb ruht auf einer gedrehten Säule und ist an den Ecken mit kleinen gedrehten Säulchen geschmückt. Die Felder zwischen den Säulchen sind durch ein Muschelornament ausgefüllt. Der Schalldeckel nimmt die achteckige Form der Kanzel auf. Die Bekrönung bildet eine Christusfigur mit Siegesfahne, die Unterseite des schmückt eine Taube als Symbol des heiligen Geistes.

### Orgel

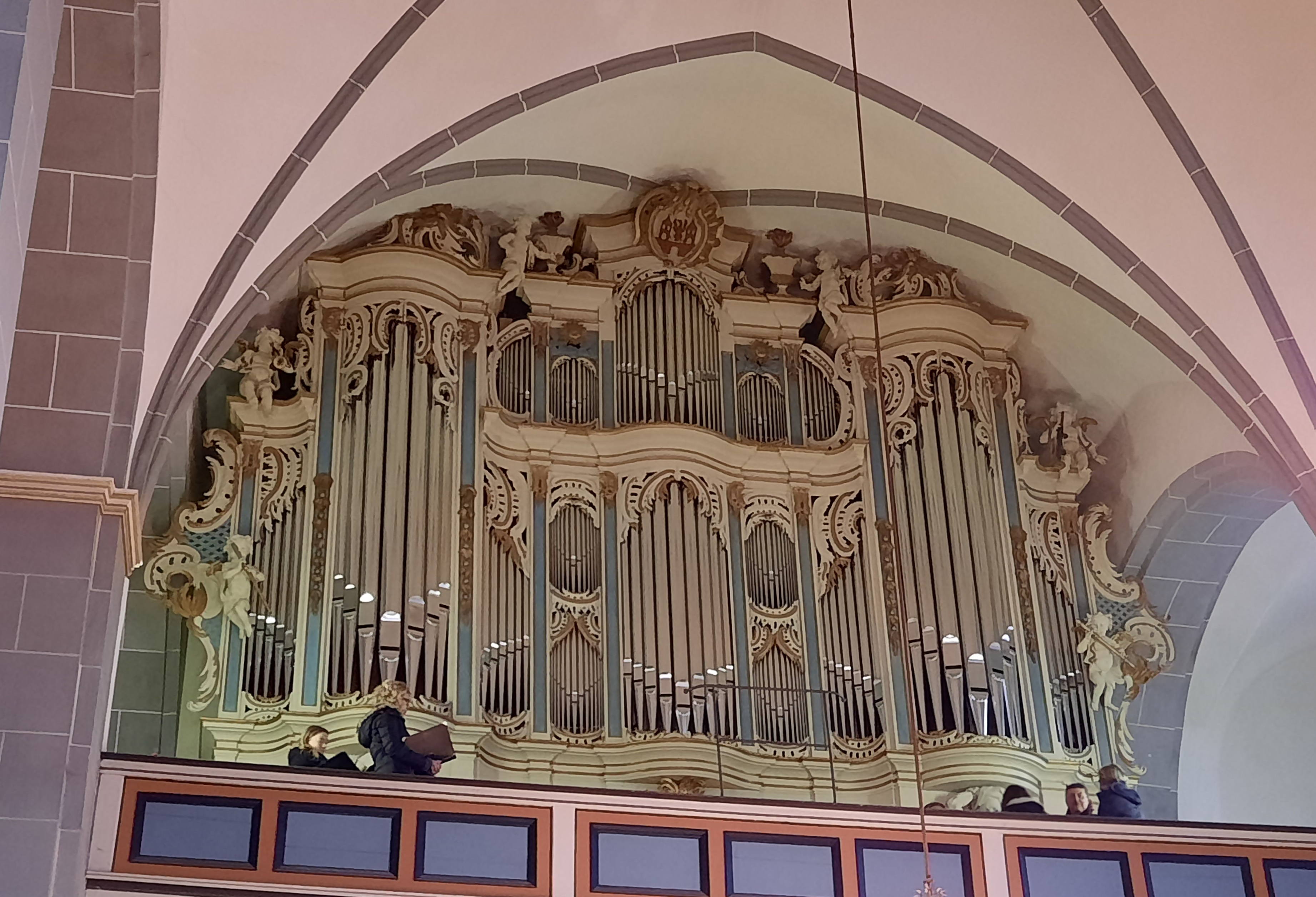
Scholtze-Orgel der Stadtkirche Havelberg nach der Restaurierung (2021)

Die bestehende Orgel wurde 1754 von Gottlieb Scholtze aus Neuruppin geschaffen, nachdem das Vorgängerinstrument 1752 durch Blitzeinschlag zerstört worden war. Den Prospekt in Rokokoformen schmücken zwei die Pfeifentürme stützende Hermen, Putten mit Musikinstrumenten, ein Stadtwappen und reiches Schleierwerk in ursprünglicher Farbfassung. 1796 und im 19. Jahrhundert erfolgten Umbauten der Orgel durch Ernst Julius Marx bzw. Friedrich Hermann Lütkemüller. Die Prospektpfeifen aus Zinn wurden 1917 für Kriegszwecke beschlagnahmt und Anfang der 1930er Jahre durch minderwertige Zinkpfeifen ersetzt. 1937 und 1961 fanden Restaurierungen durch die Firma Schuke aus Potsdam statt.
Im 21. Jahrhundert war dieses Instrument jedoch soweit verschlissen, dass es zunächst stillgelegt wurde. Über 50 % des Originalbestands von 1754 sind jedoch noch heute erhalten. Die Gemeinde und ein 2014 gegründeter Förderverein haben eine  erneute Restaurierung initiiert, die durch die Dresdner Orgelwerkstatt Wegscheider erfolgte. Die Wiedereinweihung der Orgel erfolgte am 5. Dezember 2021.
Die Orgel ist eine von nur noch drei erhaltenen zweimanualigen Instrumenten aus der Scholtze-Werkstatt, eine weitere steht im Havelberger Dom, die dritte in der Kirche St. Katharinen in Lenzen (Elbe).

### Grabdenkmäler
An der Chorwand hinter dem Altar, in der Südostecke des südlichen Seitenschiffs sowie an den beiden westlichen Langhauspfeilern sind figürliche Grabplatten oder Epitaphien angebracht. Die Epitaphien im Langhaus sind mit bemerkenswerten Figurenreliefs mit farbiger Fassung und reicher Rahmung versehen und erinnern an die Bürgermeister Mathias Curdes (1566), Franz Curdes (1625) sowie den Bürger Kersten Hovemann und dessen Frau Catharina (um 1600).

### Weitere Kunstwerke
Auf der Westempore steht ein spätgotischer Sakristeischrank aus dem 15. Jahrhundert, der mit Rankenleisten und Zierbeschlägen geschmückt ist. Der vierzehnarmige Kronleuchter im Chor stammt vermutlich aus dem 17. Jahrhundert.